# Assedio di Tiro (332 a.C.)
L'assedio di Tiro fu attuato dai soldati di Alessandro Magno, durante la sua conquista dell'impero persiano, nel 332 a.C. L'esercito macedone non poté conquistare la città, che era un punto strategico per il controllo del mar Mediterraneo, con le solite tecniche d’assedio dato che la città si ergeva su un'isola ben fortificata e di difficile conquista. Alessandro allora bloccò il porto e circondata la città, la assedió per sette mesi e riuscì a conquistarla grazie alla costruzione di un terrapieno che gli permise di raggiungere le fortificazioni superando il braccio di mare che separava la città dalla costa.
Gli storici narrano che Alessandro si arrabbiò profondamente per la strenua difesa dei Tirii e, una volta conquistata la città, ne rase al suolo metá. Secondo Arriano, 8 000 cittadini furono uccisi dopo la caduta di Tiro, anche se Alessandro risparmiò chi si era rifugiato nei templi, tra cui il re di Tiro, Azemilco, e la sua famiglia.

## Antefatti

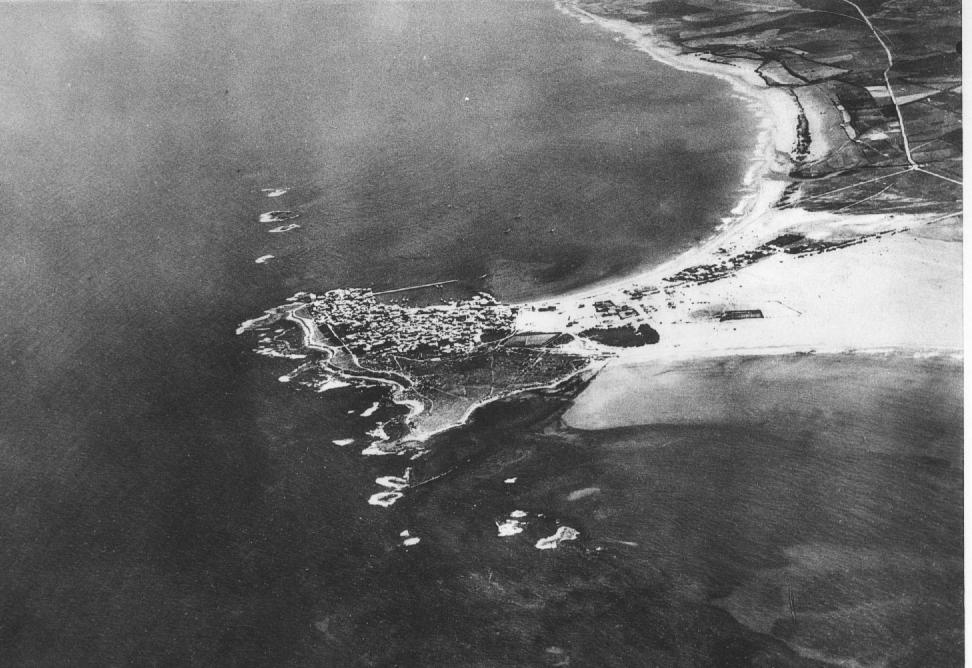
Tiro vista da un aeroplano nel 1934

Al tempo dell'assedio la città aveva all'incirca 40 000 abitanti, contando anche le donne e i bambini che furono evacuati e portati a Cartagine, antica colonia fenicia. I Cartaginesi promisero anche di inviare una flotta a sostegno della madrepatria. Dato che Alessandro non possedeva tante navi, preferendo nettamente le battaglie terrestri, decise di conquistare l'ultimo porto dei Persiani. Dopo alcuni mesi passati al di fuori della città, braccando la flotta, i soldati di Alessandro riuscirono a far capitolare le navi persiane nel 332 a.C. Questo permise ad Alessandro di attaccare da tutti i fronti.
Alessandro era a conoscenza dell'esistenza del tempio di Melqart, corrispondente al greco Eracle, entro le mura della città e informò gli abitanti che li avrebbe risparmiati, una volta sottomessi, se gli avessero permesso di effettuare un sacrificio nel tempio (il porto era stato conquistato, e gli abitanti si stavano rifugiando nell'isola, a distanza di chilometri dalla terraferma). Gli abitanti rifiutarono di sottomettersi e gli aprirono la strada al tempio, dicendo però che non si sarebbero mai sottomessi né ai Persiani né ai Macedoni. Un secondo tentativo di negoziazioni portò all'uccisione di alcuni soldati, che furono annegati dai Tirii. Alessandro, infuriato per la mancanza di rispetto, ordinò ai suoi uomini di iniziare l'assedio.

## Assedio

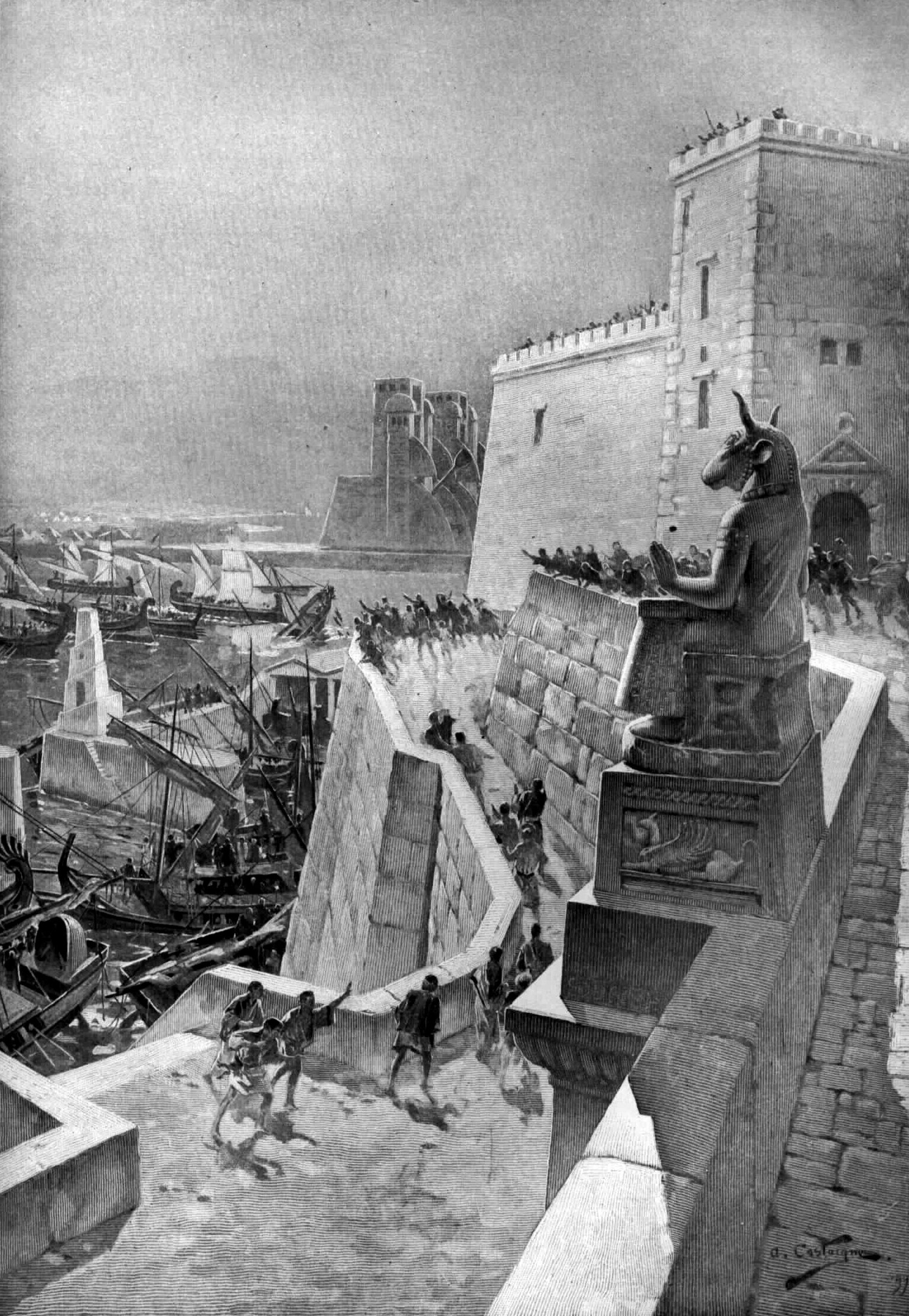
Un'azione navale durante l'assedio, di André Castaigne, 1888-1889.

Dato che Alessandro non poteva attaccare la città insulare con le navi, dovette costruire un terrapieno sfruttando un istmo sommerso che si estendeva verso l'isola, lungo il quale la profondità dell'acqua all'epoca probabilmente non superava i due metri.
Questa costruzione, fatta con le pietre, è ancora visibile oggi. Il progetto della costruzione prevedeva l'avvicinamento alle mura, ma l'acqua sempre più profonda e i continui attacchi dei Tirii resero la cosa impossibile. Allora Alessandro progettò di costruire due torri di 50 m ciascuna per poi porle all'estremità del terrapieno. Tattica solita di Alessandro, queste torri caricavano alcune macchine d'artiglieria: catapulte in alto per aprire una breccia nelle mura, e alcune baliste più in basso per lanciare rocce o per attaccare le navi ai lati. Le torri erano di legno ma erano coperte da cuoio non conciato per difendere dalle frecce infuocate. Anche se questi torri furono tra le più grandi mai costruite, i Tirii idearono comunque un contrattacco. Presero una vecchia nave per il trasporto dei cavalli e la riempirono di rami secchi, pece, zolfo e altri combustibili. Poi appesero alcuni calderoni d'olio sulla cima degli alberi, affinché questi, una volta incendiati, rovesciassero a terra il contenuto delle pentole. Appostarono quindi la nave e accesero il fuoco, mentre scappavano all'interno della città attraverso il terrapieno. Il fuoco si diffuse rapidamente inghiottendo entrambe le torri e gli equipaggiamenti che erano stati portati lì da Alessandro. Le navi in mano ai Tirii, lasciarono il molo per distruggere tutto ciò che non aveva ancora preso fuoco e cercarono di impedire ai soldati macedoni di spegnere il fuoco.
A seguito di ciò, Alessandro si convinse che non avrebbe potuto prendere la città senza utilizzare una flotta. Fortunatamente, Alessandro aveva dalla sua parte alcune navi che gli derivarono dalla vittoria di Isso, e dalla conquista delle città di Biblo, Arados e Sidone (in totale 80 navi). Altre 120 navi accorsero al suo comando, inviate dal re di Cipro che era desideroso di unirsi a lui a seguito delle sue vittorie. Con le ultime 23 navi provenienti dalla Ionia, Alessandro ebbe al suo comando 223 navi. Sfruttando la superiorità numerica, il re macedone navigò fino a Tiro e conquistò entrambi i porti della città. Tra le navi, Alessandro possedeva alcune galee particolarmente lente, e due chiatte che montavano arieti; queste ultime furono bloccate nella loro avanzata da due enormi blocchi subacquei che dovettero essere rimossi con una gru. Le navi con gli arieti attraccarono vicino alle mura, ma i Tirii inviarono alcuni uomini a tagliare i cavi di ancoraggio delle navi, che, nel secondo tentativo di attracco, verranno sostituiti da catene. Notando che Alessandro e il suo esercito si ritiravano per mangiare alla stessa ora ogni giorno, i Tirii decisero di attaccare proprio in quel momento, ma il re macedone, che era solito fare il sonnellino pomeridiano, lo aveva saltato per quel giorno e riuscì a rispondere prontamente al contrattacco.

### Conclusione
Alessandro cominciò a testare le mura con i suoi arieti, fino a quando riuscì a fare una breccia nella parte meridionale. Coordinò poi un attacco in quel punto sostenuto dall'azione a distanza delle navi. Curzio scrive che Alessandro fu in prima linea nello svolgimento dell'assedio, combattendo dalla cima di una torre. Finalmente sconfitte sopraffatta la guarnigione, Alessandro e i suoi uomini catturarono la città, facendo strage dei cittadini. Gli unici risparmiati furono quelli che si erano rifugiati nel tempio di Melqart, tra cui il re di Tiro Azemilco.